# Kvalifikacija za Millstreet
A Qualificação para Millstreet (em inglês: Qualification for Millstreet, em francês: Qualification pour Millstreet e em esloveno: Kvalifikacija za Millstreet) foi a pré-seleção para o Festival Eurovisão da Canção 1993. Sete países participaram, nenhum dos quais havia participado até então no Festival Eurovisão da Canção. Desses sete, apenas três passaram à final do Festival Eurovisão da Canção 1993, que teve lugar em Millstreet, na Irlanda. Esta qualificação teve lugar em 3 de abril de 1993, no Centro de Radiodifusão da RTV SLO, em Liubliana, na Eslovénia.

## Local

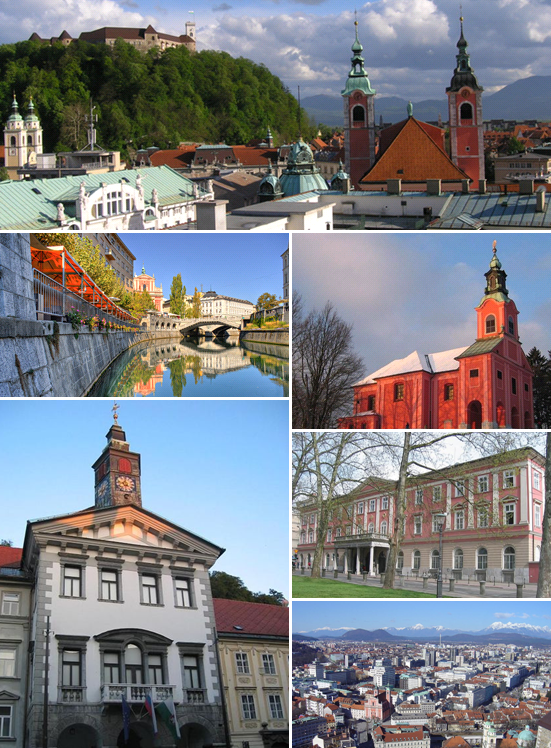
Liubliana, cidade-sede da edição.

A Kvalifikacija za Millstreet ocorreu em Liubliana, na Eslovénia. Liubliana é a capital e maior cidade da Eslovénia com cerca de 272 220 habitantes. Liubliana é a sede do município urbano de mesmo nome. A arquitectura da cidade contempla uma diversa mescla de estilos. Os seus grandes sectores, construídos depois da Segunda Guerra Mundial, foram desenhados pelo arquitecto esloveno Jože Plečnik. A cidade tem também uma grande influência austríaca, visível em alguns bairros de arquitectura alpina. Como capital do estado, Liubliana é a sede do governo, ministérios, instituições e agências parceiras, bem como a residência oficial do Presidente da Eslovénia.
O festival em si realizou-se nos estúdios da Radiotelevizija Slovenija.

## Formato
Para fazer face ao aumento de países interessados em participar no Festival Eurovisão da Canção, a EBU realizou, a 3 de abril de 1993, uma pré-selecção para o Festival Eurovisão da Canção 1993 - Kvalifikacija za Millstreet. Esta teve lugar em Ljubljana, na Eslovénia, onde sete novos países da Europa de Leste lutaram por um dos três lugares disponíveis para a final.
Inicialmente, catorze países demonstraram interesse em fazerem a sua estreia, entre eles Bielorrússia, Letónia, Lituânia, República Checa, Rússia e Ucrânia, mas, em fevereiro de 1993, o número foi reduzido para 6, incluindo a Bulgária que também desistiu, passando para sete, quando a Eslováquia e a Estónia confirmaram as suas participações.
Após uma votação bastante renhida e marcada pela votação entre países vizinhos, a Eslovénia, a Bósnia e Herzegovina e a Croácia alcançaram os três primeiros ligares que lhe garantiram o acesso à final do Festival Eurovisão da Canção 1993.
Além desses sete países, o Kvalifikacija za Millstreet também foi transmitido na Dinamarca, Chipre, Espanha e Portugal.

## Visual
A abertura da competição começou com um vídeo, mostrando as atrações turísticas da Eslovénia.
A orquestra foi dirigida por Petar Ugrin e Mojmir Sepe.
A apresentadora foi Tajda Lekše, que falou aos espectadores em esloveno, inglês e francês.
Os cartões postais incluíam a bandeira do país participante, o seu nome, o título da música e os nomes de seus autores e compositores. A bandeira então se expandiu, lançando um vídeo turístico sobre o país. Finalmente, Tajda Lekše apresentou os artistas, o tema da música e o maestro.
O intervalo foi ocupado pelos artistas, que interpretaram um tema do seu reportório. A interpretação deste tema em nada influenciou a votação do júri.

## Votação
Cada país tinha um júri composto por 11 elementos, que atribuiu 12, 10, 8, 7, 6, 5, 4, 3, 2, 1 pontos às dez canções mais votadas.
O supervisor executivo da EBU foi, pela última vez, Frank Naef. Para as saudações de Tajda Lekše, ele respondeu com calorosos agradecimentos, em nome da EBU, à televisão pública eslovena pela excelência da produção e pelo aperfeiçoamento da organização.
Durante a votação, a câmera fez vários close-ups de todos os artistas.
No final, a Eslovénia, a Bósnia e Herzegovina e a Croácia alcançaram os três primeiros ligares que lhe garantiram o acesso à final do Festival Eurovisão da Canção 1993.

## Participantes

Países participantes

| País                 | Título original da Canção                    | Artista                  | Processo                | Data da Selecção        |
| País                 | Tradução em Português                        | Idiomas de Interpretação | Processo                | Data da Selecção        |
| -------------------- | -------------------------------------------- | ------------------------ | ----------------------- | ----------------------- |
| Bósnia e Herzegovina | "Sva bol svijeta"                            | Fazla                    | Eurosong BiH 1993       | 28 de fevereiro de 1993 |
| Bósnia e Herzegovina | Toda a dor do mundo                          | Bósnio                   | Eurosong BiH 1993       | 28 de fevereiro de 1993 |
| Croácia              | "Don't ever cry"                             | Put                      | Dora 1993               | 28 de fevereiro de 1993 |
| Croácia              | Nunca chores                                 | Croata & Inglês          | Dora 1993               | 28 de fevereiro de 1993 |
| Eslováquia           | "Amnestia na neveru"                         | Elán                     | Seleção interna         | -                       |
| Eslováquia           | A Amnistia da infidelidade                   | Eslovaco                 | Seleção interna         | -                       |
| Eslovénia            | "Tih deževen dan"                            | 1X Band                  | EMA 1993                | 27 de fevereiro de 1993 |
| Eslovénia            | Um dia chuvoso calmo                         | Esloveno                 | EMA 1993                | 27 de fevereiro de 1993 |
| Estónia              | "Muretut meelt ja südametuld"                | Janika Sillamaa          | Eurolaul 1993           | 20 de fevereiro de 1993 |
| Estónia              | Sem sufrimento mental e as chamas do coração | Estónio                  | Eurolaul 1993           | 20 de fevereiro de 1993 |
| Hungria              | "Árva reggel"                                | Andrea Szulák            | Seleção interna         | -                       |
| Hungria              | Manhã solitária                              | Húngaro                  | Seleção interna         | -                       |
| Roménia              | "Nu pleca"                                   | Dida Drăgan              | Selecţia Naţională 1993 | 16 de janeiro de 1993   |
| Roménia              | Não vás embora                               | Romeno                   | Selecţia Naţională 1993 | 16 de janeiro de 1993   |

## Festival
| #  | País                 | Idioma          | Artista         | Canção                        | Tradução para Português                      | Lugar | Pontuação |
| -- | -------------------- | --------------- | --------------- | ----------------------------- | -------------------------------------------- | ----- | --------- |
| 1º | Bósnia e Herzegovina | Bósnio          | Fazla           | "Sva bol svijeta"             | Toda a dor do mundo                          | 2º    | 52        |
| 2º | Croácia              | Croata & Inglês | Put             | "Don't ever cry"              | Nunca chores                                 | 3º    | 51        |
| 3º | Estónia              | Estónio         | Janika Sillamaa | "Muretut meelt ja südametuld" | Sem sufrimento mental e as chamas do coração | 5º    | 47        |
| 4º | Hungria              | Húngaro         | Andrea Szulák   | "Árva reggel"                 | Manhã solitária                              | 6º    | 44        |
| 5º | Roménia              | Romeno          | Dida Drăgan     | "Nu pleca"                    | Não vás embora                               | 7º    | 38        |
| 6º | Eslovénia            | Esloveno        | 1X Band         | "Tih deževen dan"             | Um dia chuvoso calmo                         | 1º    | 54        |
| 7º | Eslováquia           | Eslovaco        | Elán            | "Amnestia na neveru"          | A Amnistia da infidelidade                   | 4º    | 50        |

### Resultados
A ordem de votação no Kvalifikacija za Millstreet, foi a seguinte:
| Países Votantes      | Países Pontuados     | Países Pontuados | Países Pontuados | Países Pontuados | Países Pontuados | Países Pontuados | Países Pontuados |
| -------------------- | -------------------- | ---------------- | ---------------- | ---------------- | ---------------- | ---------------- | ---------------- |
| Países Votantes      | Bósnia e Herzegovina | Croácia          | Estónia          | Hungria          | Roménia          | Eslovénia        | Eslováquia       |
| Bósnia e Herzegovina |                      | 10               | 6                | 7                | 5                | 8                | 12               |
| Croácia              | 5                    |                  | 8                | 6                | 12               | 7                | 10               |
| Estónia              | 8                    | 6                |                  | 12               | 5                | 10               | 7                |
| Hungria              | 10                   | 12               | 8                |                  | 5                | 7                | 6                |
| Roménia              | 10                   | 7                | 6                | 8                |                  | 12               | 5                |
| Eslovénia            | 7                    | 8                | 12               | 6                | 5                |                  | 10               |
| Eslováquia           | 12                   | 8                | 7                | 5                | 6                | 10               |                  |
| Total                | 52                   | 51               | 47               | 44               | 38               | 54               | 50               |
| Lugar                | 2º                   | 3º               | 5º               | 6º               | 7º               | 1º               | 4º               |
| Países Votantes      | Bósnia e Herzegovina | Croácia          | Estónia          | Hungria          | Roménia          | Eslovénia        | Eslováquia       |
| Países Votantes      | Países Pontuados     |                  |                  |                  |                  |                  |                  |

| Países Votantes      | Países Pontuados     | Países Pontuados | Países Pontuados | Países Pontuados | Países Pontuados | Países Pontuados | Países Pontuados |
| -------------------- | -------------------- | ---------------- | ---------------- | ---------------- | ---------------- | ---------------- | ---------------- |
| Países Votantes      | Bósnia e Herzegovina | Croácia          | Estónia          | Hungria          | Roménia          | Eslovénia        | Eslováquia       |
| Bósnia e Herzegovina | 0                    | 10               | 6                | 7                | 5                | 8                | 12               |
| Croácia              | 5                    | 10               | 14               | 13               | 17               | 15               | 22               |
| Estónia              | 13                   | 16               | 14               | 25               | 22               | 25               | 29               |
| Hungria              | 23                   | 28               | 22               | 25               | 27               | 32               | 35               |
| Roménia              | 33                   | 35               | 28               | 33               | 27               | 44               | 40               |
| Eslovénia            | 40                   | 43               | 40               | 39               | 32               | 44               | 50               |
| Eslováquia           | 52                   | 51               | 47               | 44               | 38               | 54               | 50               |
| Lugar                | 2º                   | 3º               | 5º               | 6º               | 7º               | 1º               | 4º               |
| Países Votantes      | Bósnia e Herzegovina | Croácia          | Estónia          | Hungria          | Roménia          | Eslovénia        | Eslováquia       |
| Países Votantes      | Países Pontuados     |                  |                  |                  |                  |                  |                  |

#### 12 pontos
Os países que receberam 12 pontos foram os seguintes:
| # | Países Pontuados     | Países Votantes      |
| - | -------------------- | -------------------- |
| 1 | Bósnia e Herzegovina | Eslováquia           |
| 1 | Croácia              | Hungria              |
| 1 | Estónia              | Eslovénia            |
| 1 | Hungria              | Estónia              |
| 1 | Roménia              | Croácia              |
| 1 | Eslovénia            | Roménia              |
| 1 | Eslováquia           | Bósnia e Herzegovina |

### Maestros e porta-vozes
Em baixo encontra-se a lista de maestros que conduziram a orquestra, na respetiva atuação de cada país concorrente:
| País                 | Maestro                 |
| -------------------- | ----------------------- |
| Bósnia e Herzegovina | Esad Arnautalić         |
| Croácia              | Andrej Baša             |
| Estónia              | Peeter Lilje            |
| Hungria              | Petar Ugrin             |
| Roménia              | George Natsis           |
| Eslovénia            | Petar Ugrin             |
| Eslováquia           | Vladimir Valovič        |
| Maestro anfitrião    | Petar Ugrin Mojmir Sepe |

Em baixo encontram-se os porta-vozes que anunciaram a votação de cada país concorrente:
| País                 | Porta-voz             |
| -------------------- | --------------------- |
| Bósnia e Herzegovina | Ismeta Dervoz-Krvavac |
| Croácia              | Ksenija Urličić       |
| Estónia              | Jüri Makarov          |
| Hungria              | Péter Wolf            |
| Roménia              | Aurora Andronache     |
| Eslovénia            | Mojmir Sepe           |
| Eslováquia           | Stanislav Bartovič    |